# Округ Ворен (Мисури)
Округ Ворен (енгл. Warren County) је округ у америчкој савезној држави Мисури.

## Демографија
По попису из 2010. године број становника је 32.513, што је 7.988 (32,6%) становника више него 2000. године.
| Група             | 2000.          | 2010.          |
| Белци             | 23.330 (95,1%) | 30.201 (92,9%) |
| Афроамериканци    | 476 (1,9%)     | 621 (1,9%)     |
| Азијати           | 59 (0,2%)      | 136 (0,4%)     |
| Хиспаноамериканци | 314 (1,3%)     | 957 (2,9%)     |
| Укупно            | 24.525         | 32.513         |